# Ricstygnus quineti
Ricstygnus quineti – gatunek kosarza z podrzędu Laniatores i rodziny Stygnidae. Jedyny znany przedstawiciel monotypowego rodzaju Ricstygnus

## Biotop
Pierwotne lasy deszczowe.

## Występowanie
Gatunek jest endemiczny dla Brazylii. Znany ze stanu Ceará.